# Труёвая Маза
Труёвая Маза — село в Покровском сельском поселении Вольского района Саратовской области.

## География
Расположено в 31 километре к северу от районного центра города Вольска.
Село разделено на две части рекой Мазкой, через которую проходит железобетонный мост. В населённом пункте три улицы: Колхозная, Народная, Родниковая. Через село проходит автодорога на город Хвалынск.

## Население
| 2002 | 2010 |
| ---- | ---- |
| 166  | ↘124 |

## История
Основана в 30-х годах XVIII века дворцовыми крестьянами из села Воскресенское-Труёво (впоследствии — Пензенский уезд). Первоначально относилась к Симбирскому уезду. В XVIII веке часть жителей села были помещичьими крепостными. Лишь в XIX веке все население села стало дворцовыми крестьянами. 
В 1856 году в Труёвой Мазе построена деревянная однопрестольная православная церковь во имя Казанской иконы Божией Матери. В 1874 году открылась школа грамоты для мальчиков. 
Значительную часть жителей составляли старообрядцы, например, 1898 году из 2531 местных крестьян 269 были беглопоповцами, 210 — федосеевцами. Молельных домов старообрядцы не имели.
Жители села выращивали овёс, подсолнечник, просо, рожь, яровую пшеницу и ячмень. Садоводство (малина, чёрная смородина и яблони) стало развиваться с 1870-х годов. Содержался крупный и мелкий рогатый скот. В Труёвой Мазе проживали до десятка плотников и мясников.
После Октябрьской революции 1917 года село стало административным центром сельсовета (впоследствии вошло в состав Покровского сельсовета). Церковь была сначала закрыта, а потом и разрушена.

## Достопримечательности
На территории села установлены памятники:
- комсомольцу В. И. Колбеневу, убитому кулаками в 1918 году[6];
- солдатам, погибшим в годы Великой Отечественной войны[3].

## Инфраструктура
В селе работают: фельдшерско-акушерский пункт, отделение почтовой связи, магазин.   
В Труёвой Мазе действует стационарная телефонная связь, однако, практически не действует сотовая.  
Водоснабжение села осуществляется посредством уличной водопроводной сети протяжённостью 3,9 км, вода в которую поступает через шахтный колодец и две водонапорные башни из родника. Село газифицировано. 
В районный центр из Труёвой Мазы три раза в неделю ходит автобус.

## Уроженцы села
- Феодор (Шашин)
- Крутова, Евгения Сергеевна